# 3461 Mandelshtam
3461 Mandelshtam este un asteroid din centura principală, descoperit pe 18 septembrie 1977 de Nikolai Cernîh.